# Духов оркестър Ботевград
Духовият оркестър в Ботевград е част от Народно читалище „Христо Ботев 1884“.
Създаден е през 1969 г. от диригента Иван Нешков и група музиканти, обединени от любовта към изкуството на духовите оркестри. Съставът възражда традицията на военната музика, и се смята за приемник на оркестъра, в който започва кариерата си Дико Илиев. Духовият оркестър в Ботевград поддържа традициите, обучава и възпитава.
От 2008 г. диригент е Иванка Савова – възпитаник на Национална музикална академия „Панчо Владигеров“ в София.
Репертоарът на оркестъра е разнообразен и най-вече достъпен, както за слушателите в залата, така и за хората на площада, а също и за народните веселия в селата.
Съставът на духовия оркестър участва на празници по различни поводи в градовете Ловеч, Габрово, Оряхово, Враца, София и др.